# Quatro Pontes
Quatro Pontes ist ein brasilianisches Munizip im Westen des Bundesstaats Paraná. Es hat 4.480 Einwohner (2022), die sich Quatropontenser nennen. Seine Fläche beträgt 114 km². Es liegt 438 Meter über dem Meeresspiegel.

## Etymologie
Der Name Quatro Pontes bedeutet auf Deutsch Vierbrücken. Seine konkrete Herkunft ist nicht bekannt.

## Geschichte

### Besiedlung
Der Ort Quatro Pontes entstand in den 1950er Jahren im Zuge der Kolonisierung durch das Unternehmen Industrial Madeireira Colonizadora Rio Paraná S/A Maripá, das seinen Sitz in Toledo hatte. Diese Gesellschaft hatte 1945 die Landrechte von der englischen Gesellschaft Madera del Alto Paraná erworben. Ihr Ziel war es, den Wald abzuholzen, Siedler aus Rio Grande do Sul und Santa Catarina hauptsächlich deutscher und italienischer Herkunft anzusiedeln, das gewonnene Holz zu vermarkten, Kolonien einzurichten und städtische Zentren zu schaffen.
Der Plan der Kolonisierungsgesellschaft, strategisch günstig gelegene Stadtkerne zu errichten, ging auf. Er entfaltete sich in den Gebieten, die heute die Stadt Marechal Cândido Rondon, ihre neun Distrikte und die ausgegliederten Munizipien, darunter Quatro Pontes, bilden.
Im Jahr 1951 begannen die ersten Siedler, die von der Companhia Maripá angeworben wurden, sich niederzulassen. Quatro Pontes war damals ein Dorf, in dem sich ein Warenhaus für den allgemeinen Bedarf der Bevölkerung, die Kirche, die Schule und einige Häuser befanden. Die meisten Siedler ließen sich in den ländlichen Gebieten nieder.
Anfangs war der Holzeinschlag eine der wichtigen kommerziellen Aktivitäten, die die Besiedlung der Region prägte und das Aufkommen von holzverarbeitenden Industrien begünstigte. Diese Branche entwickelte sich später zu einem starken kommerziellen Schwerpunkt und festigte die zukünftige Gemeinde Quatro Pontes.
Die Maripá teilte das Land in Grundstücke mit einer durchschnittlichen Fläche von 25 Hektar auf, deren Größe noch heute die Bodenstruktur mit kleinen und mittleren Grundstücken in der Region Quatro Pontes prägt.
Die wichtigste landwirtschaftliche Tätigkeit im Bundesstaat Paraná war zur Zeit der Entstehung von Quatro Pontes der Kaffeeanbau. Diese Kulturpflanze zog Siedler an. Sie konnte jedoch nicht an die klimatischen Verhältnisse angepasst werden. Der Frost von 1955 machte die Erwartungen des Kaffeeanbaus zunichte. Die Siedler, die aus dem Süden stammten und an diese Kultur nicht gewöhnt waren, konzentrierten nun ihre Bemühungen auf Mischkulturen und Subsistenzlandwirtschaft sowie auf die Schweinezucht. Die Schweinehaltung war angesichts der kulturellen Merkmale der Siedler und der geringen Größe der Parzellen von durchschnittlich 25 Hektar eine geeignete Option.
In den 1970er Jahren kam es zu einer tiefgreifenden Modernisierung der Landwirtschaft mit der Einführung des mechanisierten Anbaus: Soja wurde neben Mais und Weizen zur vorherrschenden Kulturpflanze. Diese Kultur ist jedoch auf Grundstücken mit einer Größe von 25 Hektar nicht rentabel, was dazu führte, dass kleine Grundstücke direkt durch Kauf oder Pacht übernommen wurden, um den Anbau zu optimieren.
Der tiefgreifende Wandel in der Landwirtschaft brachte zwei schwerwiegende Probleme mit sich. Erstens war die kleinteilige Bodenstruktur für die neuen vollmechanisierten Kulturen ungeeignet. Dies führte zweitens zur Abwanderung von Landwirten, die sich diesem Wandel nicht anpassen konnten, in die großen Städte und in neue landwirtschaftliche Grenzregionen wie Paraguay, Mato Grosso oder Rondônia.

### Erhebung zum Munizip
Quatro Pontes wurde durch das Staatsgesetz Nr. 9368 vom 13. September 1990 aus Marechal Cândido Rondon ausgegliedert und in den Rang eines Munizips erhoben. Es wurde am 1. Januar 1993 als Munizip installiert.

## Geografie

### Fläche und Lage
Quatro Pontes liegt auf dem Terceiro Planalto Paranaense (der Dritten oder Guarapuava-Hochebene von Paraná). Seine Fläche beträgt 114 km². Es liegt auf einer Höhe von 438 Metern.

### Vegetation
Das Biom von Quatro Pontes ist Mata Atlântica.

### Klima
Das Klima ist gemäßigt warm. Es werden hohe Niederschlagsmengen verzeichnet (1726 mm pro Jahr). Im Jahresdurchschnitt liegt die Temperatur bei 22,2 °C. Die Klimaklassifikation nach Köppen und Geiger lautet Cfa.

### Gewässer
Quatro Pontes liegt im Einzugsgebiet des Rio Paraná. Der linke Nebenfluss Arroio Guaçu bildet die nördliche und östliche Grenze des Munizips zu Nova Santa Rosa und Toledo. Der Arroio Quatro Pontes entwässert die Kernstadt und fließt in Richtung Norden zum Arroio Guaçu. Im Süden begrenzt der Rio Marreco mit einem rechten Zufluss Lageado Azul das Munizip.

### Straßen
Quatro Pontes liegt an der BR-163 / BR-467 zwischen Marechal Cândido Rondon (6 km) im Westen und Toledo (30 km) im Osten.

### Nachbarmunizipien
|                         | Nova Santa Rosa                             |        |
| Marechal Cândido Rondon | Kompassrose, die auf Nachbargemeinden zeigt | Toledo |
|                         |                                             |        |

## Stadtverwaltung
Bürgermeister: João Inácio Laufer, MDB (2021–2024)
Vizebürgermeister: Tiago Fernando Hansel, DEM (2021–2024)

## Demografie

### Bevölkerungsentwicklung
| Jahr | Einwohner | Stadt | Land |
| ---- | --------- | ----- | ---- |
| 2000 | 3.646     | 49 %  | 51 % |
| 2010 | 3.803     | 64 %  | 36 % |
| 2022 | 4.480     |       |      |

Quelle: IBGE, bis 2010: Volkszählungen und Volkszählung 2022

### Ethnische Zusammensetzung
Etwa 90 % der Bevölkerung sind deutscher Abstammung, gefolgt von Italien mit 5 % und 5 % aus anderen Ländern.
| Gruppe * | 2000    | 2010    | wer sich als …                                                                   |
| --- | ------- | ------- | -------------------------------------------------------------------------------- |
| Weiße | 94,8 %  | 89,0 %  | weiß bezeichnet                                                                  |
| Schwarze | 2,7 %   | 1,8 %   | schwarz bezeichnet                                                               |
| Gelbe | 0,0 %   | 0,8 %   | von fernöstlicher Herkunft wie japanisch, chinesisch, koreanisch etc. bezeichnet |
| Braune | 2,5 %   | 8,4 %   | braun oder als Mischung aus mehreren Gruppen bezeichnet                          |
| Indigene | 0,0 %   | 0,0 %   | Ureinwohner oder Indio bezeichnet                                                |
| ohne Angabe | 0,0 %   | 0,0 %   |                                                                                  |
| Gesamt | 100,0 % | 100,0 % |                                                                                  |
| *) Das IBGE verwendet für Volkszählungen ausschließlich diese fünf Gruppen. Es verzichtet bewusst auf Erläuterungen. Die Zugehörigkeit wird vom Einwohner selbst festgelegt. |         |         |                                                                                  |

Quelle: IBGE (Stand: 1991, 2000 und 2010)

## Wirtschaft

### Industrie
Quatro Pontes verfügt über zwei Mühlen und einige Verarbeitungsbetriebe. In einem Industriepark am Rand des Stadtgebiets ist zum Beispiel die Cia. Lorenz angesiedelt, die täglich 600 Tonnen modifizierte Stärken wie Maltodextrin für den weltweiten Export erzeugt. Fabrikmäßig wird auch Keramik hergestellt.

### Milcherzeugung
Quatro Pontes verfügt über einen der größten Molkereibetriebe von Paraná. Die jährliche Milchproduktion lag 2020 bei 20 Millionen Litern im Wert von 27 Millionen R$ (6 Millionen €).

### Fischzucht
Im Jahr 2020 wurden im Munizip 3500 Tonnen Fisch, ganz überwiegend Tilapia, im Wert von 16 Millionen R$ (3,5 Millionen €) erzeugt.

### Kennzahlen
Mit einem Bruttoinlandsprodukt pro Einwohner von 42.786,53 R$ (rund 9.500 €) lag Quatro Pontes 2019 an 61. Stelle der 399 Munizipien Paranás.
Sein hoher Index der menschlichen Entwicklung von 0,791 (2010) setzte es auf den 3. Platz der paranaischen Munizipien, unmittelbar nach Curitiba mit 0,823 und Maringá mit 0,808.